# Armyansk
Armyansk (em russo:  Армянск, em ucraniano:  Армянськ, em armênio/arménio:  Արմյանսկ, em tártaro da Crimeia:  Ermeni Bazar) é uma cidade no norte da Crimeia, Ucrânia.
Está localizada no Istmo de Perekop, na Ucrânia. Foi fundada no início do século XVIII por gregos e armênios. O primeiro nome da cidade foi Ermeni Bazar (que em tártaro da crimeia significa "mercado armênio").
A sua população em 2014 era de 21.987 pessoas.

## Ligações externas

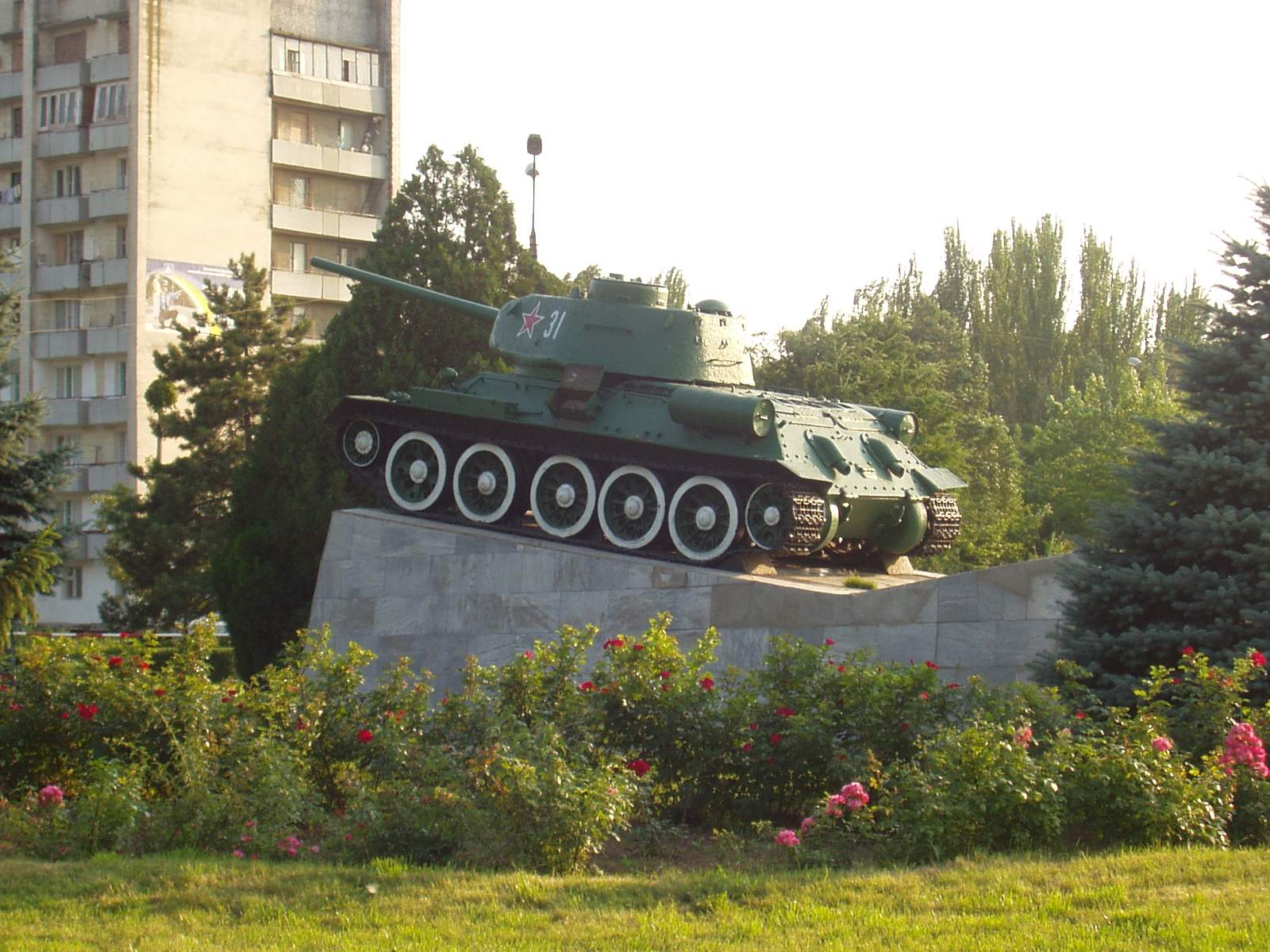
Monumento na cidade comemorando a libertação da cidade em relação aos nazistas na Segunda Guerra Mundial.